# Henryk Nusbaum

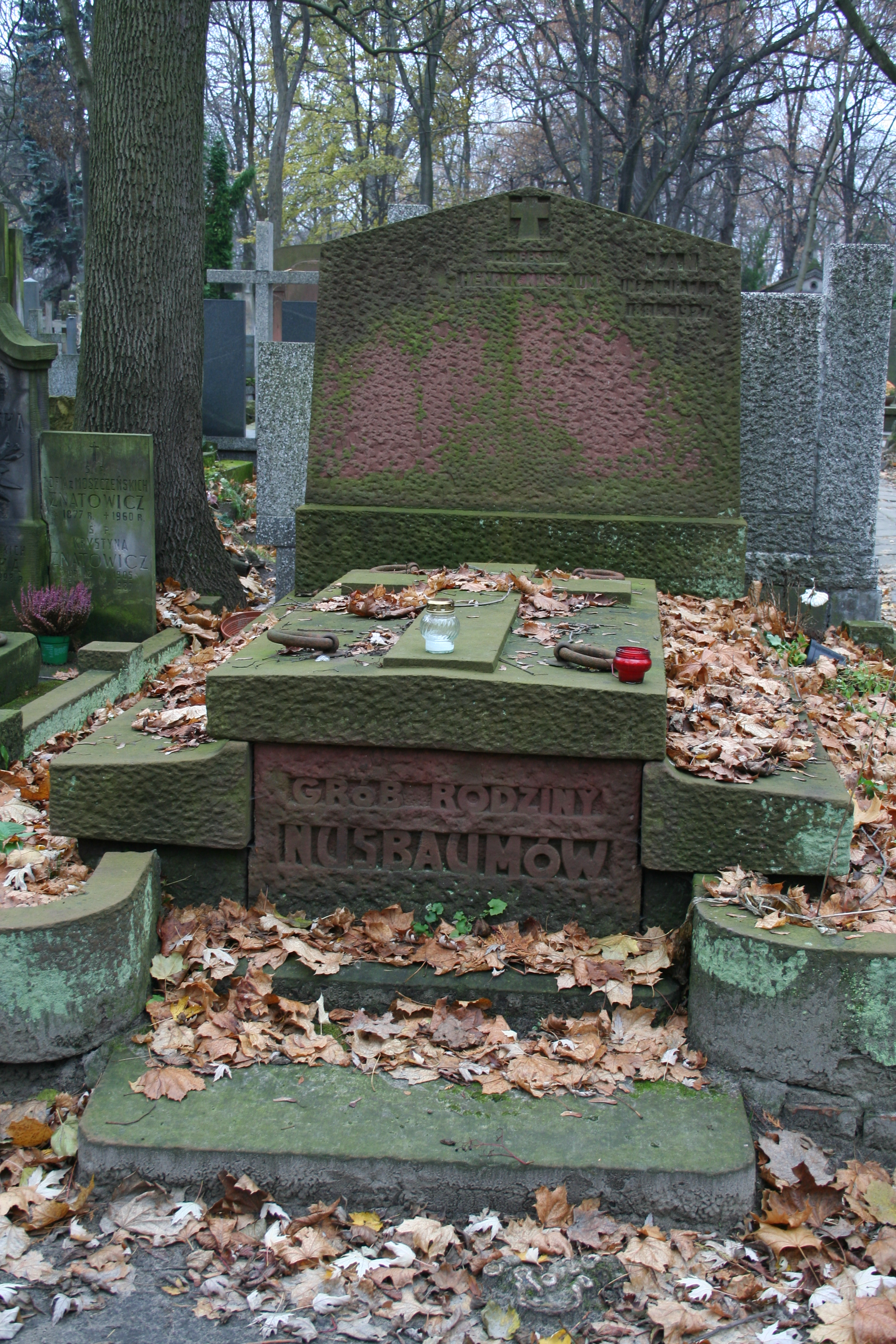
Grób Henryka Nussbauma na warszawskim cmentarzu Powązkowskim

Henryk Nusbaum (Nussbaum) (ur. 22 kwietnia 1849 w Warszawie, zm. 19 lutego 1937 tamże) – polski neurolog, fizjolog, filozof medycyny i publicysta.

## Życiorys
Ukończył III Gimnazjum w Warszawie w 1867, następnie studiował na Wydziale Lekarskim Szkoły Głównej Warszawskiej, potem przekształconej w Cesarski Uniwersytet Warszawski. W 1872 uzyskał stopień lekarza. Dalsze studia odbył na Uniwersytecie w Dorpacie, tam w 1875 otrzymał cum eximia laude tytuł doktora medycyny. Był członkiem Konwentu Polonia.
W następnym roku odbył „podróż naukową” po miastach europejskich, słuchał wtedy wykładów Theodora Meynerta i Moriza Bededikta w Wiedniu, Alfreda Vulpiana i Jana-Martina Charcota w Paryżu oraz Marcelego Nenckiego w Bernie.
Po powrocie podjął pracę w Zakładzie Fizjologii Uniwersytetu Warszawskiego, kierowanym przez Feliksa Nawrockiego i od 1879 do 1882 był prosektorem.
W 1882 decyzją Senatu tej uczelni został mianowany docentem fizjologii, jednakże mianowanie nie zostało zatwierdzone przez władze carskie.
Członek Zarządu Głównego Polskiej Macierzy Szkolnej w 1908.
W 1920 w uznaniu dla dotychczasowego dorobku naukowego Wydział Lekarski Uniwersytetu Warszawskiego przyznał mu tytuł docenta w dziedzinie filozofii i logiki medycyny, a w 1923 profesora honorowego.
2 maja 1922 został odznaczony Krzyżem Oficerskim Orderu Odrodzenia Polski „za zasługi, położone dla Rzeczypospolitej Polskiej na polu pracy obywatelskiej i nauki”.
Przez ponad pół wieku praktykował prywatnie jako lekarz chorób układu nerwowego i interny. Jego najbardziej znaną pacjentką i jednocześnie przyjaciółką rodziny była Eliza Orzeszkowa. W 1910 był jednym z założycieli Żydowskiego Domu Starców w Warszawie.
W swoich pracach naukowych zajmował się także filozofią medycyny i należał do szkoły „średniej” w obrębie polskiej szkoły filozofii medycyny.
Redaktor i wydawca miesięcznika społeczno-literackiego „Rozwaga”.

## Życie prywatne
Był synem drobnego przemysłowca, pochodzenia żydowskiego, Hilarego Nusbauma i Ewy z domu Tenenbaum. Jego bratem był Józef Nusbaum-Hilarowicz, polski zoolog. Jego bratankami byli Henryk Hilarowicz i Tadeusz Hilarowicz.
Żonaty z Marią z domu Mayzner miał dzieci: Jana (1881-1927), Jadwigę (po mężu Halanderska), Czesława (1887-1965), Halinę i Wandę.
Zmarł 19 lutego 1937. Został pochowany na cmentarzu Powązkowskim w Warszawie (kw. 230–I–1).

## Przynależność do organizacji naukowych
- Towarzystwo Higieniczne (członek zarządu)
- Towarzystwo Lekarskie Warszawskie (członek)
- Towarzystwo Naukowe Warszawskie
- Stowarzyszenie Lekarzy Polskich (prezes)

## Najważniejsze prace naukowe
- O nerwach przyspieszających ruch serca. Przyczynek do anatomii i fizjologii nerwów serca i do działalności fizjologicznej kurary (1875)
- O metodzie rozpoznawania chorób (1877)
- O unerwieniu wyżymacza pęcherza moczowego
- O fizjologicznym działaniu niektórych trucizn na śliniankę żuchwową
- Odczyty i szkice, t. I (1908)[11], t. II (1909)[12]
- Pisma z dziedziny nauk lekarskich (1913)[13]
- Filozofja medycyny (1926)[14]
- Zarys etyki lekarskiej (1932)